# Euphorbia schizoloba
Euphorbia schizoloba är en törelväxtart som beskrevs av Georg George Engelmann. Euphorbia schizoloba ingår i släktet törlar, och familjen törelväxter. Inga underarter finns listade i Catalogue of Life.

## Bildgalleri

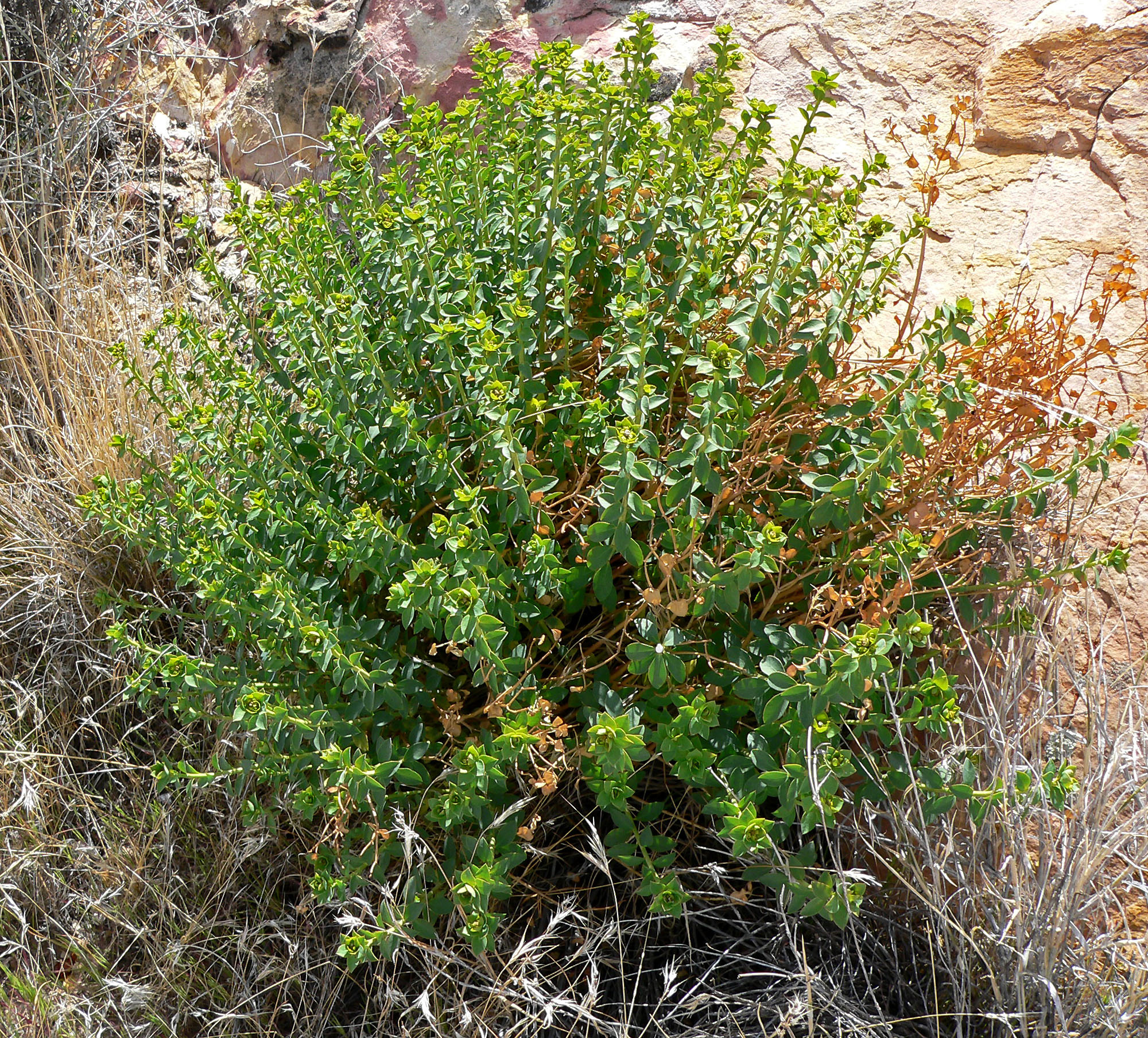
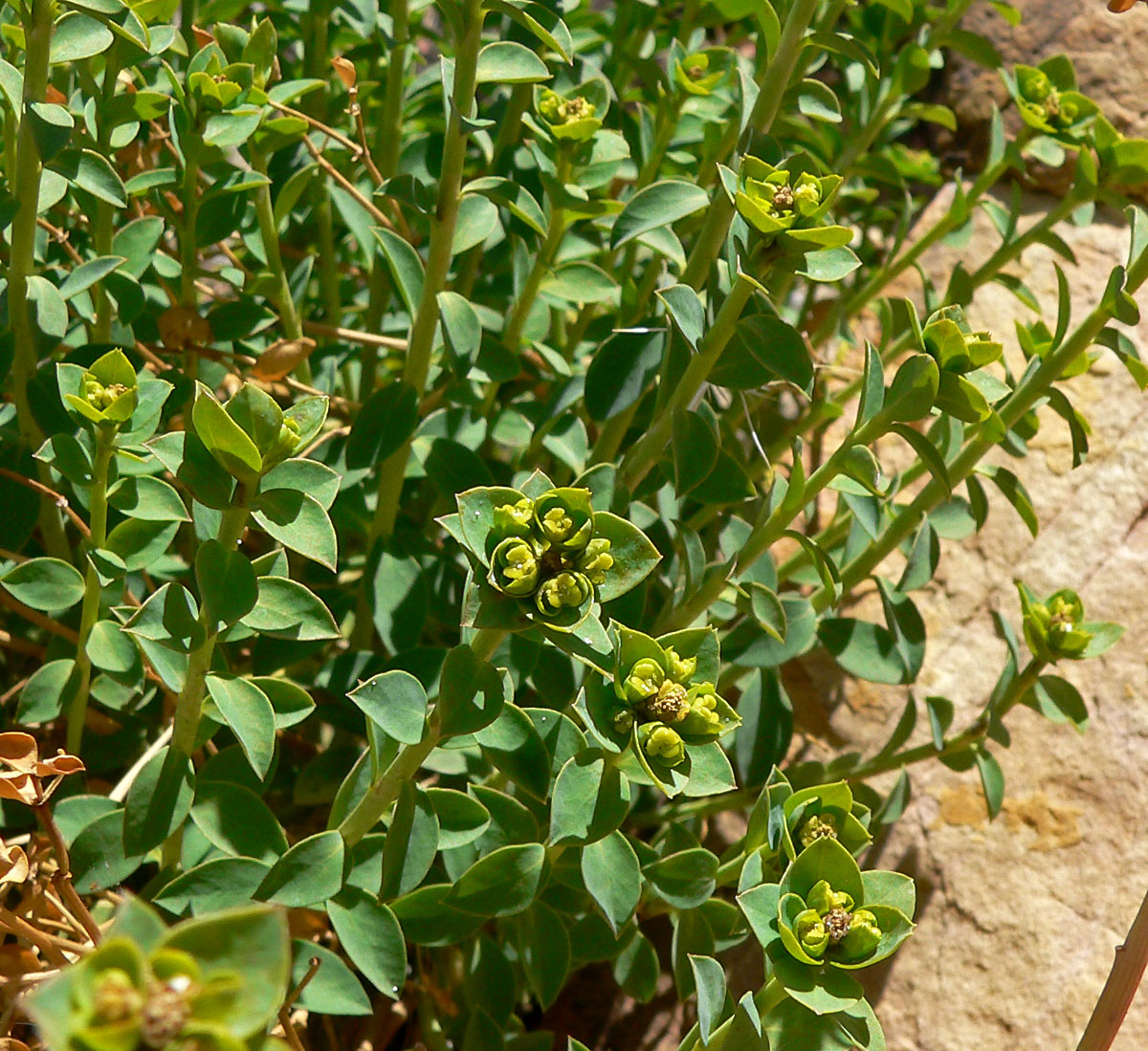
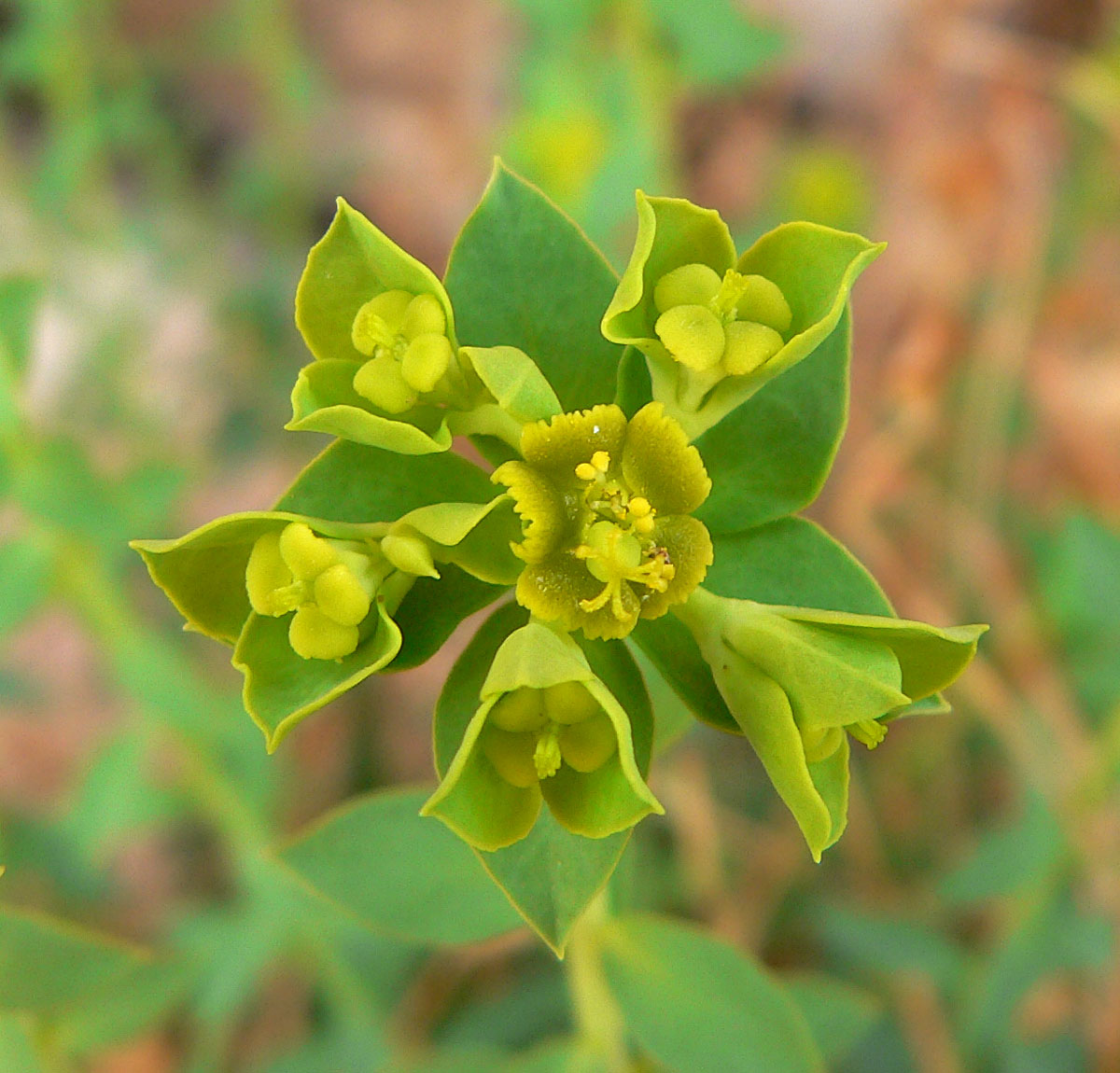
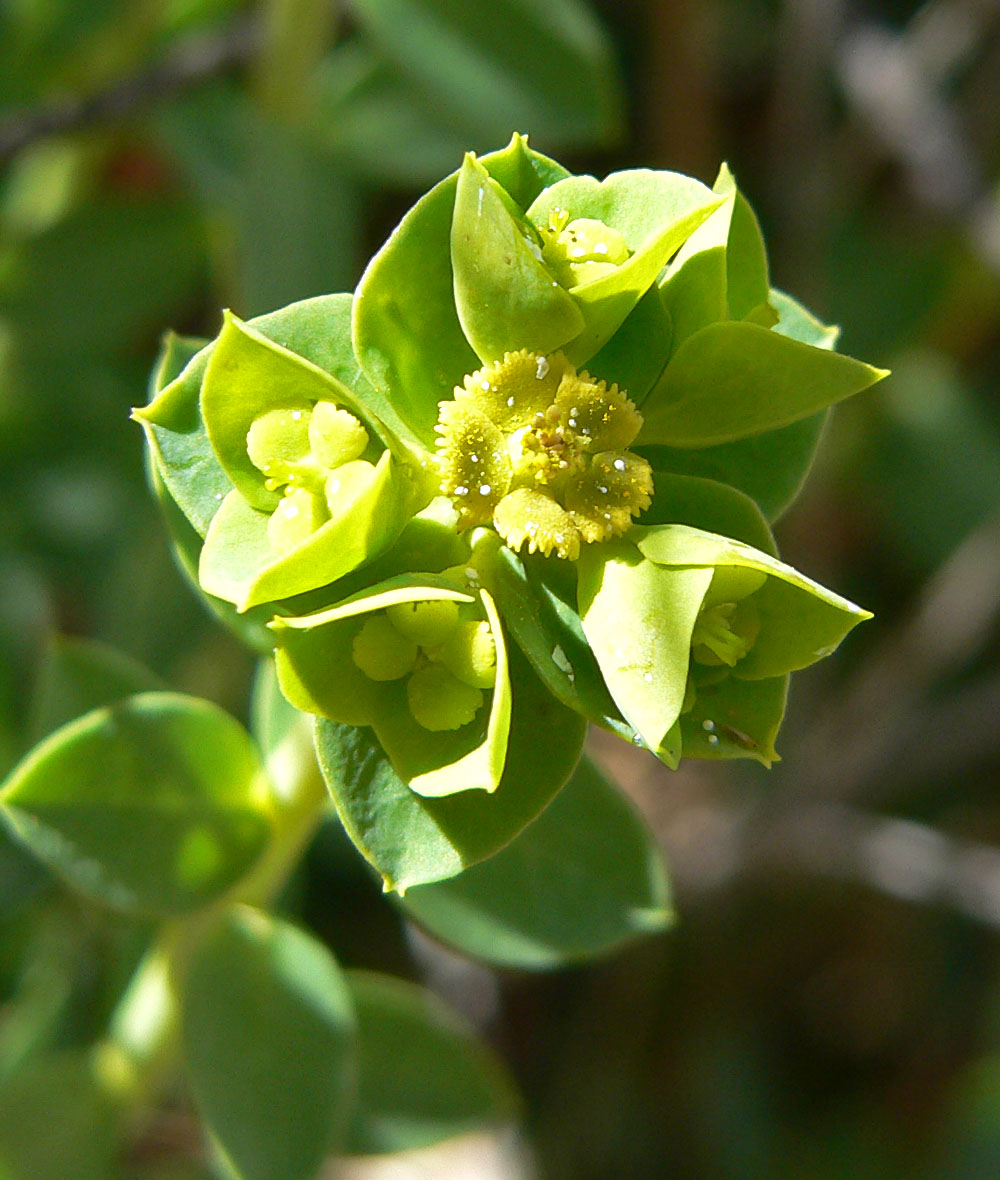